# 海州拌飯
海州拌飯（韓語：해주비빔밥）是一種韓式拌飯，源自黃海道海州（現位於北韓境內），有時稱為「攪飯」（교반）。它的特點是不使用生米，而是用油炒飯、現煮的豆芽和蔬菜絲、雞絲，而由於海州靠海，所以拌飯也會放上海苔、以及其他海產食物等。拌飯使用豬油，是抵禦黃海道冬季嚴寒氣候的方法之一。